# Belgium Township (Minnesota)
Pour les articles homonymes, voir Belgium.
Belgium Township est une municipalité du comté de Polk dans l'État du Minnesota d'une superficie de 94,4 km2.
Sa population était estimée à 81 habitants lors du recensement de 2010, ce qui donne une densité de 0,86 hab/km2.
Son altitude est de 286 mètres.